# Elezione del Presidente della Repubblica Federale di Germania del 2022
L'elezione del Presidente della Repubblica Federale di Germania del 2022 (ufficialmente 17° Bundesversammlung) si è tenuta il 13 febbraio per eleggere il nuovo presidente della Germania. 
In seguito allo spoglio dei voti, è stato riconfermato, al primo scrutinio, il favorito, e precedente presidente in carica, Frank-Walter Steinmeier.

## Sistema elettorale
Il presidente viene eletto, essendo questa una votazione indiretta, dalla Bundesversammlung (Assemblea federale), un organismo elettorale composto dai membri del Bundestag e da un egual numero di delegati scelti dai parlamenti dei 16 Länder. In totale, questa volta hanno votato 736 deputati del Bundestag e 736 delegati (46 per ogni Stato federato).
A causa della pandemia di COVID-19 e dell'elevato numero di delegati, l'incontro si è svolto nella Paul-Löbe-Haus, distribuito su più piani, a differenza delle altre elezioni che sono avvenute nella sala plenaria del Palazzo del Reichstag.

## Risultati
| Candidato | Partito         | Partito di supporto                            | Voti  | %     |
| --- | --------------- | ---------------------------------------------- | ----- | ----- |
| Frank-Walter Steinmeier | SPD             | SPD, CDU/CSU, Bündnis 90/Die Grünen, FDP e SSW | 1.045 | 78,04 |
| Max Otte | CDU (sospeso)   | AfD                                            | 140   | 10,45 |
| Gerhard Trabert | Indipendente    | Die Linke                                      | 96    | 7,17  |
| Stefanie Gebauer | FW              | FW, BVB/FW                                     | 58    | 4,33  |
| Astensioni | Astensioni      | Astensioni                                     | 86    | 5,84  |
| Voti non validi | Voti non validi | Voti non validi                                | 12    | 0,89  |
| Totale | Totale          | Totale                                         | 1.437 | 97,62 |
| Elettori | Elettori        | Elettori                                       | 1.472 | 100   |
| Fonte: Frank-Walter Steinmeier als Bundespräsident wiedergewählt, su bundestag.de, 13 febbraio 2022. URL consultato il 13 febbraio 2022. |                 |                                                |       |       |